# Chiesa di San Michele (Medesano)
La chiesa di San Michele è un luogo di culto cattolico dalle forme barocche e neorinascimentali, situato in via Roccalanzona 1 a Roccalanzona, frazione di Medesano, in provincia e diocesi di Parma; è sede di una parrocchia compresa nella zona pastorale della Pedemontana.

## Storia
Il luogo di culto originario di Rocha Petraluizoni fu costruito in epoca medievale presso il castello; la più antica testimonianza della sua esistenza risale al 1028, quando la cappella fu menzionata con la rocca in un atto di vendita da parte di Ildegarda, moglie del nobile longobardo Odone.
Nel XVII secolo il maniero rossiano perse importanza e nel 1666 fu definitivamente abbandonato in seguito alla cessione del feudo da parte del marchese Scipione I de' Rossi alla Camera ducale di Parma; nel 1670 furono quindi avviati i lavori di costruzione di una nuova chiesa nel centro del borgo di Roccalanzona, a valle della fortificazione; l'edificio barocco fu completato nel 1715, riutilizzando in parte i materiali della cappella medievale abbattuta in quegli anni.
Nel XIX secolo il luogo di culto fu restaurato in più riprese; nel 1843 gli interni furono ridipinti dal pittore Ambrogio Cessi; tra il 1857 e il 1860 furono edificati il campanile e la sagrestia; inoltre, nel 1912 furono rifatte le pavimentazioni.
Nel 1933 l'aula fu modificata in stile neorinascimentale ad opera del decoratore Pietro Ragazzini.
Nel 2017 il tempio fu interessato da lavori di restauro, riguardanti le facciate.

## Descrizione

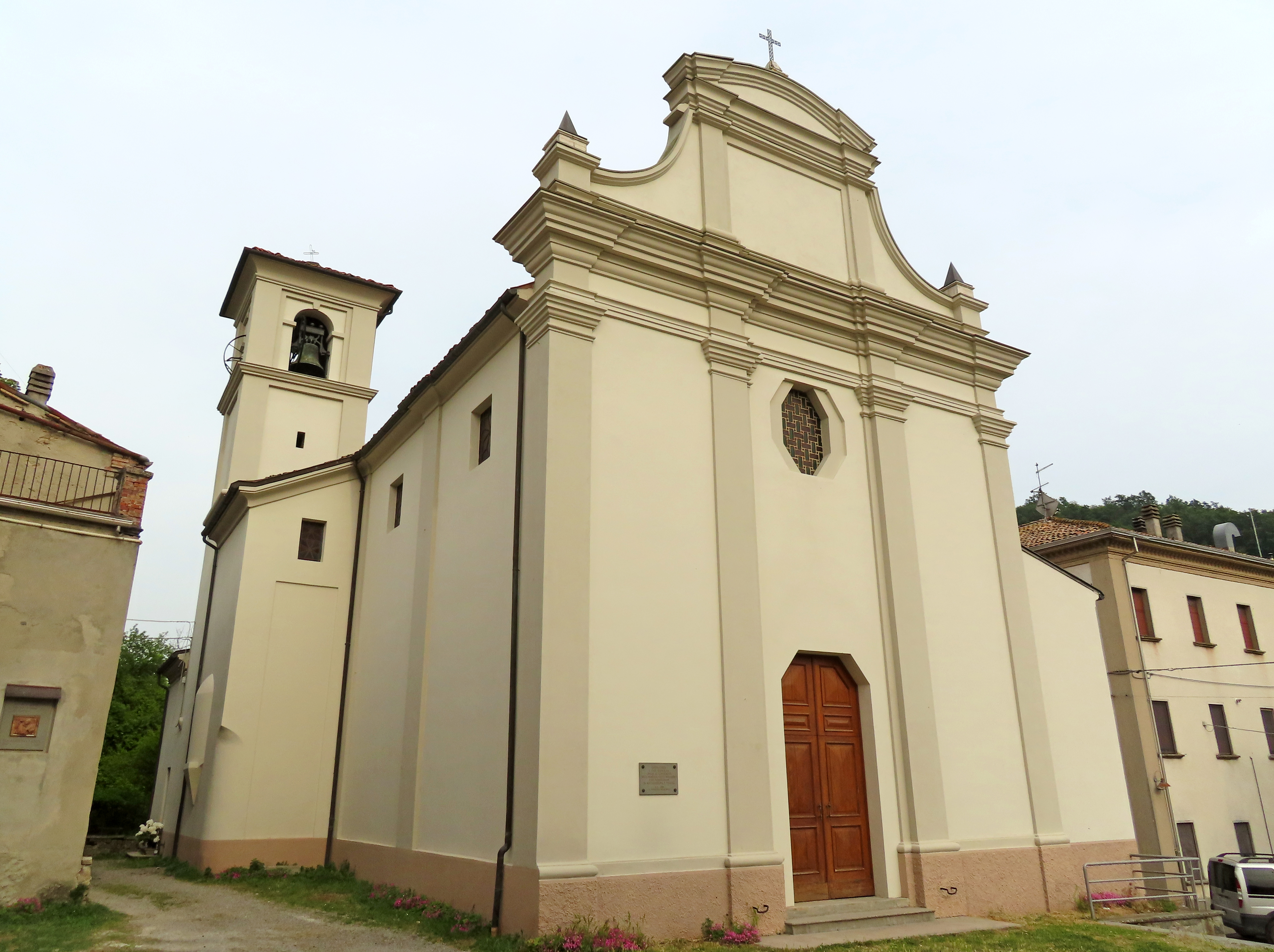
Facciata e lato nord

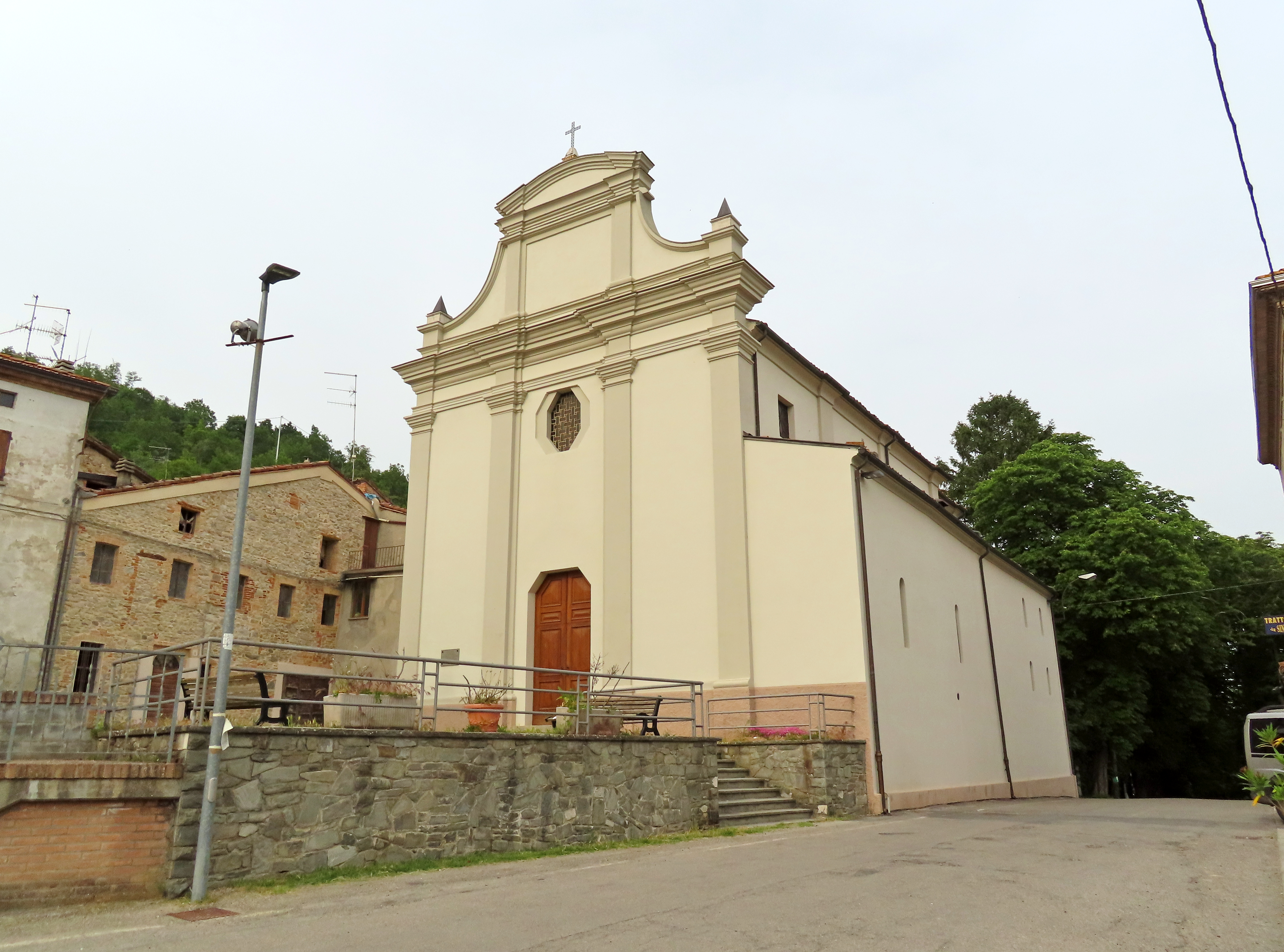
Facciata e lato sud

La chiesa si sviluppa su un impianto a navata unica affiancata da una cappella per lato, con ingresso a ovest e presbiterio a est.
L'asimmetrica facciata a salienti, interamente intonacata come il resto dell'edificio, nel corpo principale è scandita orizzontalmente in due parti da un cornicione modanato. Inferiormente si elevano su un alto basamento quattro lesene d'ordine gigante, coronate da capitelli dorici; al centro è collocato l'ampio portale d'ingresso ad arco mistilineo; più in alto è posta nel mezzo un'apertura di forma rettangolare con spigoli smussati, racchiusa da una cornice esagonale. Superiormente si ergono nella porzione centrale, in continuità con quelle inferiori, due lesene doriche, a sostegno del frontone circolare di coronamento; ai lati due piccole volute si raccordano con i pinnacoli piramidali posti alle estremità. Sulla destra aggetta il corpo delle cappelle laterali, elevato su un basamento in continuità con quello principale.
I fianchi e il retro sono illuminati da piccole monofore ad arco a tutto sesto; al termine del lato sinistro si erge, in continuità col prospetto, il campanile, decorato sugli spigoli con lesene; la cella campanaria si affaccia sulle quattro fronti attraverso aperture ad arco a tutto sesto, delimitate da lesene.
All'interno la navata, coperta da una volta a botte lunettata dipinta, è affiancata da una serie di lesene coronate da capitelli dorici, a sostegno del cornicione perimetrale; le cappelle laterali, chiuse superiormente da volte a botte affrescate, si affacciano simmetricamente sull'aula attraverso ampie arcate a tutto sesto.
Il presbiterio, lievemente sopraelevato, è preceduto dall'arco trionfale a tutto sesto, retto da paraste; l'ambiente, coperto da una volta a padiglione lunettata affrescata, accoglie l'altare maggiore a mensa in legno e metallo, aggiunto intorno al 1980; sul fondo si staglia, all'interno di una cornice barocca dorata, la pala raffigurante San Michele Arcangelo.
La chiesa conserva alcune opere di pregio, tra cui una croce astile bronzea risalente al XIII secolo, una scultura raffigurante la Madonna dell'Annunciazione realizzata entro il XIV secolo e alcuni antichi dipinti.